# Huracà de Tampico de 1933
L'Huracà de Tampico de 1933 va ser una de les dues tempestes de la temporada d'huracans de l'Atlàntic de 1933 que van assolir la Categoria 5 en l'escala d'huracans de Saffir-Simpson. Es va desenvolupar el 16 de setembre a les Petites Antilles i a poc a poc es va anar intensificant a mesura que es movia pel Mar Carib. Es va enfortir en forma d'huracà quan sobrepassava el sud de Jamaica el 19 de setembre. Va registrar el seu vent màxim, estimat en 260 km/h, dos dies després. Va recalar sobre la Península de Yucatán després d'haver-se debilitat i on va deixar diverses cases assolades. Es va produir una víctima mortal costa endins de Progreso (Yucatán) a conseqüència de la tempesta.
Ja terra endins, l'huracà es va debilitar en una tempesta tropical, malgrat que s'intensificà lleugerament al Golf de Mèxic. Va fer una segona recalada a tocar del sud de Tampico (Tamaulipas) amb vents per valor de 180 km/h el 25 de setembre i es va dissipar ràpidament ja terra endins. Les destrosses més importants es produïren a Tampico i s'estima que ascendiren fins als 5 milions de dòlars de 1933; també hi hagué centenars de morts. Es calcula que el 75% de les cases de Tampico van ser damnificades, i el 50% del sostres d'aquestes van quedar greument o totalment danyats. Arran de la destrucció es va instaurar la llei marcial i un toc de queda.